# Dióscoro Galindo González

Dióscoro Galindo González (Ciguñuela, província de Valladolid, 12 de desembre de 1877 – Víznar, província de Granada, 18 d'agost de 1936) fou un mestre espanyol, assassinat pel bàndol nacional durant la guerra civil espanyola.
El 1881 es va traslladar amb els seus pares a Madrid. Volia estudiar veterinària, però un accident del tramvia li va fer perdre una cama i aleshores es decantà per l'ensenyament. El 1903 va acabar la carrera de Magisteri i va contactar amb la Institución Libre de Enseñanza. Va exercir la seva feina a les províncies de Sevilla, Ciudad Real i Granada. El seu darrer destí fou a Pulianas (Granada). Allí va participar en les Misiones Pedagógicas, donava classes nocturnes als jornalers i a les eleccions generals espanyoles de 1936 representà en la mesa electoral de Pulianas al Front Popular per tal d'evitar cacicades.
Dos dies després del cop d'estat del 18 de juliol de 1936 les tropes nacionals van ocupar Granada i fou depurat com a mestre. El 18 d'agost de 1936 fou detingut a casa seva per un escamot de Falange Española i fou traslladat a la seu del Govern Civil de Granada, on va coincidir amb Federico García Lorca i els banderillers militants de CNT Francisco Galadí Melgar i Joaquín Arcollas Cabezas. Tots quatre foren traslladats a La Colonia del cortijo de Víznar i després foren afusellats a la carretera entre Víznar i Alfacar.
El 2009, en aplicació de la llei per a la recuperació de la memòria històrica aprovada pel govern de José Luis Rodríguez Zapatero, es decideix obrir la fosa on suposadament hi ha les restes del quatre afusellats. Tot i així, no s'hi va trobar res.